# Cirrochroa orissa
Cirrochroa orissa är en fjärilsart som beskrevs av Felder 1860. Cirrochroa orissa ingår i släktet Cirrochroa och familjen praktfjärilar. Inga underarter finns listade i Catalogue of Life.

## Bildgalleri

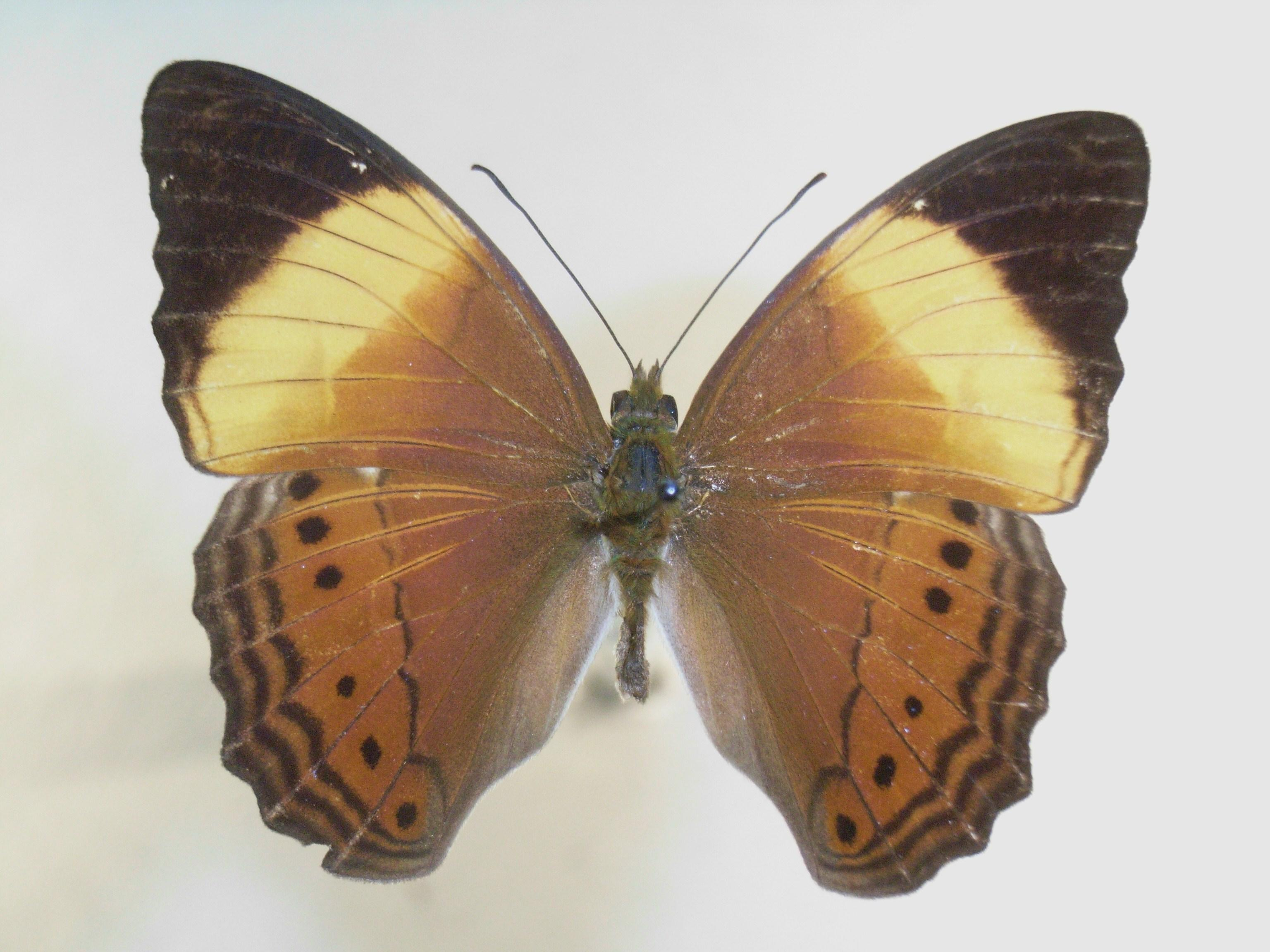